# Брасалце
Брасалце (на сръбски: Брасаљце; на албански: Bresalcë) е село в Косово, разположено в община Гниляне, окръг Гниляне. Населението му според преброяването през 2011 г. е 2 823 души, от тях: 2 806 (99,39 %) албанци, 7 (0,24 %) турци, 6 (0,21 %) бошняци и 4 (0,14 %) други етнически групи.

## Население
Численост на населението според преброяванията през годините:
- 1948 – 1 441 души
- 1953 – 1 561 души
- 1961 – 1 694 души
- 1971 – 2 071 души
- 1981 – 2 399 души
- 1991 – 2 452 души
- 2011 – 2 823 души